# تركيب (منطق)
اللفظ المركب عند المنطقيين يسمى قولا ومؤلفا فهذه الألفاظ الثلاثة مترادفة بحسب الاصطلاح المشهور. وربما يفرق بين المركب والمؤلف بتثليث القسمة: اللفظ إما ألا يدل جزؤه على شيء أصلا وهو المفرد، أو يدل، فإما أن يدل على جزء معناه وهو المؤلف أو لا يدل على جزء معناه وهو المركب. وقيل المؤلف هو ما تقصد بجزء منه الدلالة على بعض ما يقصد به حين يقصد به والمركب بما يدل جزؤه لا على جزء المعنى؛ وعلى هذا لا تكون القسمة حاصرة لخروج مثل ‍الحيوان الناطق علما إذ لا يدخل في المفرد، ولا في المؤلف لعدم الدلالة على جزء ما يقصد به، ولا في المركب لأنه الذي يدل جزؤه لا على جزء معناه؛ إلا أن يزاد في تعريف المركب فيقال بأنه ما يدل جزؤه لا على جزء معناه دلالة مقصودة، أو ينقص من تعريف المؤلف فيقال هو ما يدل جزؤه لا على جزء معناه مطلقا أي سواء كانت دلالته مقصودة أو غير مقصودة. ويطلق المركب أيضا على الأعم من الملفوظ والمعقول كما يطلق على الملفوظ.